# Treno Alta Velocità

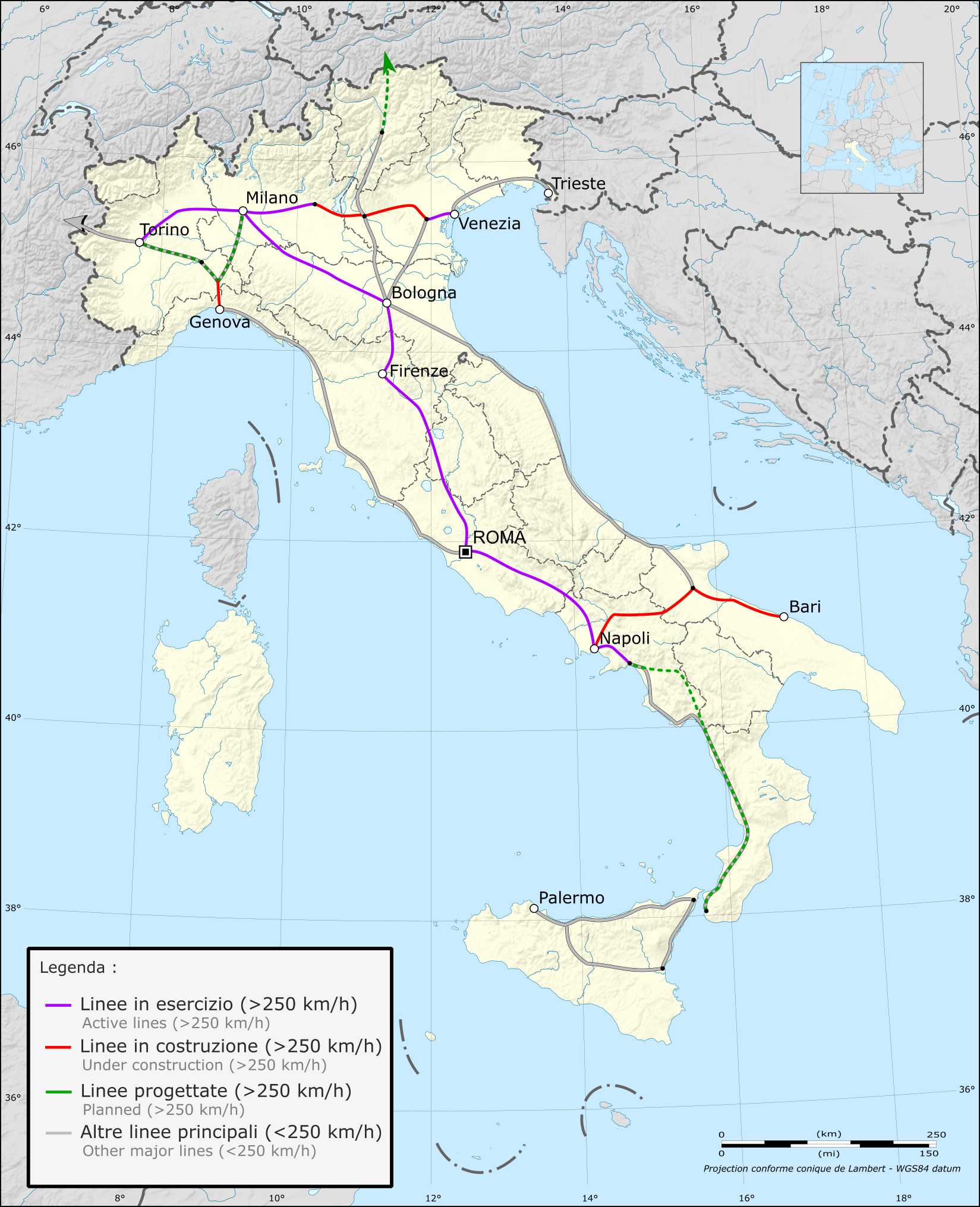
Het TAV netwerk

Treno Alta Velocità SpA (TAV) is een Italiaans SPV, dochteronderneming van de RFI (zelf weer onderdeel van FS). De Treno Alta Velocità houdt zich bezig met het beheer en de ontwikkeling van het Italiaanse hogesnelheidsnetwerk. 